# Awjila
L'awjila (també: aujila, augila, aoudjila, awgila, awdjila, nom nadiu: Tawjilit) és una llengua severament amenaçada (considerada «moribunda» per Ethnologue) del grup de llengües amazigues orientals parlada a Cirenaica, Líbia,a l'oasi d'Augila. Degut a la situació política de Líbia no hi ha accés a dades actualitzades sobre la llengua.

## Informació general
L'awjila és membre de la branca oriental de la família de llengües amazigues. Està estretament relacionada amb el ghadamès de Líbia encara que considerablement més en perill d'extinció, amb un nombre estimat de 2.000-3.000 parlants nadius. La UNESCO considera que l'awjila està seriosament amenaçat perquè els parlants més joves han superat la mitjana edat.
Les llengües amazigues de Líbia s'han enfrontat a una severa opressió durant el govern de Muammar Gaddafi el que probablement ha estat la causa de la desaparició d'algunes varietats com el sokna i la posada en perill d'altres, incloses awjila i ghadamès. Gaddafi va prohibir efectivament l'ús de les llengües amazigues i va negar completament l'existència del poble amazic, afirmant segons els informes, «que s'anomenen a si mateixos el que vulguin dins de les seves llars - berbers, fills de Satanàs, el que sigui - però són únicament libis quan surtin de casa». Va atacar habitualment contra els activistes dels drets amazics (inclosos els lingüistes a l'estranger), el que es pot atribuir a la manca de corrent i informació actualitzada sobre les llengües amazigues de Líbia i el contingut relativament limitat disponible, fins i tot en àrab, a Internet (en contraposició als recursos més amplis que es troben sobre les varietats amazics del Marroc i Algèria).
Encara que l'awjilah és llistada com a llengua moribunda per Ethnologue, hi ha informacions de 2014 que contradiuen aquesta classificació. La llengua és parlada regularment a facebook per membres de la comunitat awjilah.

## Història acadèmica
A causa dels problemes polítics a Líbia, el treball de camp en awjila ha estat limitat. Els primers estudis de la llengua els van dur a terme Müller en 1827, tanmateix el seu treball és difícil d'analitzar perquè no existien convencions estàndard com ara l'alfabet fonètic internacional (IPA) per transcriure en aquell moment i perquè ell no va poder fer distincions de diversos sons en awjila (per exemple, la diferència entre com consonants emfàtiques, consonants faríngies i les seves contraparts no emfàtiques). Moritz von Beurmann també va contribuir amb una petita llista de paraules però algunes formes contradiuen ls informació trobada en fonts posteriors. L'últim treball de camp va ser realitzat per Umberto Paradisi el 1960, i les seves dades (en forma de texts) s'han convertit en la base per a tots els futurs estudis de la llengua, en particular la de l'estudiós contemporani Marijn van Putten que ha estudiant l'awjila i altres varietats amazigues orientals. Van Putten, que ha publicat nombrosos treballs sobre la llengua, es basa en gran manera en el treball de Paradisi i l'ha fet servir per compilar un diccionari i una gramàtica dins de la seva A Grammar of Awjila Berber (2014).

## Sistema d'escriptura
Encara que històricament les llengües amazigues de Líbia s'havien escrit en alfabet tifinag entre el segle ii aC i el s. III, l'awjila i altres llengües amazigues s'han mantingut orals durant la major part de la seva existència moderna. En l'actualitat la majoria de llengües amazigues s'escriuen en alfabet llatí o aràbic, tot i que els intents de reviure les llengües i cultures amazigues han portat a la reintroducció d'una escriptura neotifinagh en diversos dominis. No obstant això, Gaddafi havia prohibit l'escriptura durant els 42 anys del seu règim opressor i, per tant, és poc probable que els pocs parlants awjila en facin un ús significatiu.

## Fonologia
L'awjila té algunes característiques fonològiques interessants que la diferencien de la majoria de les altres varietats de llengües amazigues. S'hi enumeren unes poques diferències notables: (Van Putten)

1. Retenció de β i v protoberbers en lloc de perdre-les com en la majoria de les altres varietats modernes.[13]
2. Pèrdua de la faringalitzada sonora dental oclusiva substituïda totalment per la variant sorda. Exemple: Awjila avəṭ vs. Tachelhit: iḍ 'nit'.[13]
3. Retenció d'oclusiva velar sorda k on la majoria de varietats amazigues l'han substituït amb l'aproximant palatal j. Exemple: Awjila: təkəmmuʃt vs. Tachelhit: taymmust 'feix'.[13]
4. Palatalització de s i z a ʃ i ʒ[13]
5. Dominació de la vocal i i el seu aparent canvi a la vocal a d'altres varietats a i[14]

## Morfologia i sintaxi
L'awjila també té diverses característiques distintives en els dominis de la morfologia i sintaxi:

1. Manca manifesta de marca de cas que s'ha mantingut en altres varietats amazigues.[15]
2. Manca de clítics.[15]
3. El clític –a és usat actualment per expressar un estat resultatiu, una característica compartida només per la varietat amaziga més oriental, el siwi[15]

## Conclusió
A causa de la població ja reduïda de parlants awjila i la contínua lluita política en la post-primavera àrab de Líbia, el futur d'aquesta llengua sembla ombrívol. Tot i que els investigadors de l'Escola d'Estudis Orientals i Africans (SOAS) i el president del Congrés Mundial Amazic han confirmat que encara queden parlants de la llenguat, tots i que els parlants coneguts han avançat en edat, el que suggereix que les generacions més joves no estan aprenent awjila.